# Билле, Христиан Фридрихович
Христиан Фридрихович Билле (1837—1896) — основатель Таганрогского пивоваренного завода.

## Биография
Родился в 1837 году.
В 1877 году городской голова Таганрога обращался к его сиятельству господину градоначальнику: «Прилагая при сем присланные при отношениях Вашего сиятельства от 27 октября и 18 ноября план, с копией оного, предполагаемого к постройке поселянином Билле пивоваренного завода, имею честь уведомить, что препятствий к разрешению Билле о постройке им пивоваренного завода не имею». Билле был лютеранином и посещал Лютеранскую церковь.
5 апреля 1896 года Х. Ф. Билле скончался от туберкулёза, а в августе этого же года 26-летний Герман Августович Базенер женился на его дочери Зельме Билле и стал владельцем его завода в Таганроге.